# Chalk Farm (métro de Londres)
Chalk Farm est une station de la Northern line, branche Edgware, du métro de Londres, en zone 2. Elle est située sur l'Adelaide Road, à Chalk Farm, sur le territoire du borough londonien de Camden.
Son bâtiment est classé Grade II listed building.

## Situation sur le réseau
Chalk Farm est une station de la Northern line, en zone 2, située entre les stations Belsize Park et Camden Town. 

## À proximité
- Chalk Farm
- Camden Lock Market
- Camden Market